# Menthonnex-sous-Clermont
Menthonnex-sous-Clermont è un comune francese di 652 abitanti situato nel dipartimento dell'Alta Savoia della regione dell'Alvernia-Rodano-Alpi.

## Società

### Evoluzione demografica
Abitanti censiti